# Bradley Pritchard
Bradley Pritchard (ur. 19 grudnia 1985 w Harare, Zimbabwe) – piłkarz występujący na pozycji pomocnika w Leyton Orient.